# Výchovné poradenství
Výchovné poradenství je jedna z poradenských služeb ve školství. Vychází z myšlenky, že podstatná část služeb by měla být nabízena přímo ve školách, protože na tomto místě vzniká celá řada problémů jako například: sociálních, vzdělávacích, výchovných, psychických atd. Do souboru těchto problémů patří také otázka volby povolání nebo další vzdělávací cesty.  Činnost výchovného poradenství dnes zastávají výchovní poradci hlavně na základních a středních školách.
V roce 2016 byla vydána vyhláška č. 197/2016 Sb., která změnila původní vyhlášku č.72/2005. V tomto dokumentu se nachází příloha číslo 3, která odpovídá standardním činnostem školy v oblasti poradenství. Nachází se zde přesně vymezené činnosti výchovného poradce. 6

## Výchovný poradce
Výchovný poradce patří mezi pracovníky poskytující poradenské služby ve škole. Mezi takové pracovníky spadá například: školní metodik prevence, školní psycholog, školní speciální pedagog. V systému České republiky se jedná většinou o učitele, který je pověřen ředitelem školy vykonávat nad rámec své běžné pedagogické profese ještě odbornou poradenskou činnost. Poskytuje žákům a studentům poradenství v osobnostním, vzdělávacím a profesním/kariérovém rozvoji včetně prevence problémového a rizikového vývoje v oblasti sociálních vztahů. Tito poradci působí hlavně na základních a středních školách.

## Činnosti výchovného poradce
Činnosti výchovného poradce se mění v průběhu let, podle zákona. První ucelený dokument, který obsahoval činnost výchovného poradenství vyšel v roce 1980 ve vyhlášce 130/1980 Sb. 5
- Poradce zprostředkovává zejména informace o navazujících vzdělávacích institucích jako základní, střední a vysoké školy. O kontaktech na jednotlivé navazující informace a odborníky. Tyto informace předává žákům a rodičům automaticky, ale i na požádání. Vykonávají administrativní činnosti spojené s podáváním přihlášek na střední a vysoké školy.

- Zprostředkovává diagnostiky speciálních vzdělávacích potřeb, evidence zpráv z vyšetření žáků ve školských poradenských zařízeních a koordinace vzniku a plnění individuálních vzdělávacích plánů pro integrované žáky.

- Stará se o vyhledávání žáků, jejichž vývoj a vzdělávání vyžadují zvláštní pozornost, a připravuje návrhy pro další péči s těmito žáky. V této oblasti úzce spolupracuje s třídními učiteli, vyhodnocuje závěry pedagogických rad.

- Eviduje neomluvenou absenci žáku a případně projednává neomluvenou absenci do deseti hodin s třídním učitelem a rodiči.

- Přispívá při řešení závažných přestupků proti školnímu řádu.

## Vzdělávání výchovných poradců
Učitel, který vykonává činnost výchovného poradce, musí mít další vzdělání, které se poskytuje v rámci Kurzů celoživotního vzdělávání. Tyto kurzy pořádají filozofické a pedagogické katedry fakult v České republice nebo také tzv. centra dalšího vzdělávání. Kurzy jsou realizovány externě v průběhu 4 semestrů. Zahrnují 220 hodin přímé i nepřímé výuky a 30 hodin stáží.4